# Komet LINEAR 4
Komet LINEAR 4 ali 187P/LINEAR je periodični komet z obhodno dobo okoli 9,4 let.

 Komet pripada Jupitrovi družini kometov .

## Odkritje
Komet so odkrili 12. maja 1999 v programu LINEAR (Lincoln Near-Earth Asteroid Research). Ob odkritju je imel magnitudo 1,0.